# Thrombose veineuse

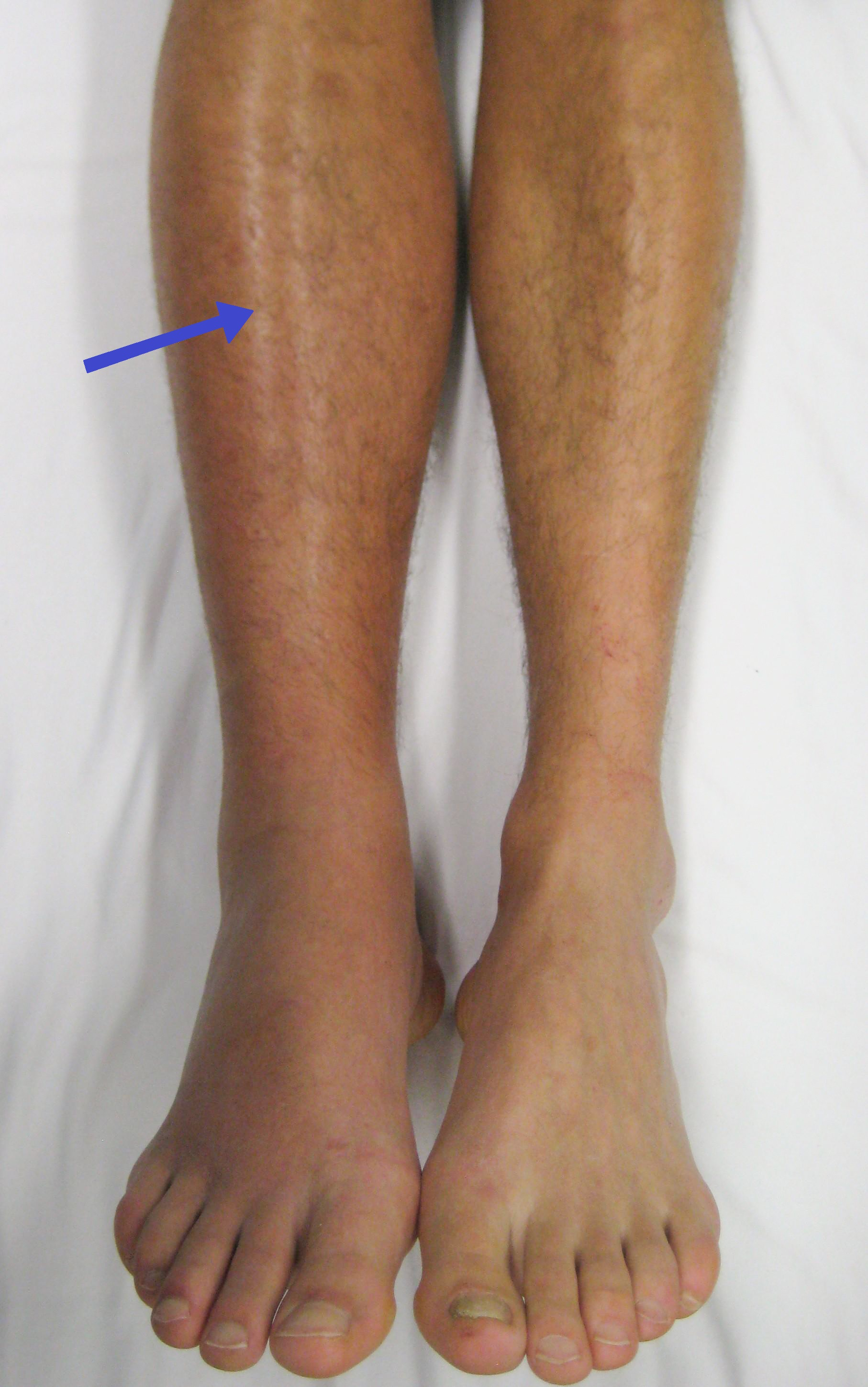
Thrombose veineuse profonde de la jambe droite.

La thrombose veineuse est l'obstruction d'une veine par un caillot (thrombus), à la différence de la phlébite qui est une inflammation de la paroi veineuse. Les deux termes sont parfois employés indifféremment dans la langue courante.
Suivant la localisation de la veine, on parle de :
- thrombose veineuse profonde des veines des membres inférieurs dans le cadre d'une maladie thromboembolique ;
- thrombose veineuse cérébrale ou thrombophlébite cérébrale au niveau des veines et sinus cérébraux ;
- thrombose veineuse superficielle.